# Тёго (станция)
Станция Тёго (яп. 長後駅 тё:го эки) — железнодорожная станция на линии Эносима, расположенная в городе Фудзисава, префектуры Канагава. Станция расположена в 46,3 километра от конечной станции линий Одакю - Синдзюку. Станция была открыта 1-го апреля 1929 года, под названием Син-Тёго (яп. 新長後駅 син тё:го эки). Своё нынешнее название станция получила 1-го апреля 1958 года.

## Планировка станции
4 пути и две платформы островного типа.
| 1,2 | ■ Линия Эносима | Фудзисава,Катасэ-Эносима |
| 3,4 | ■ Линия Эносима | Сагами-Оно,Синдзюку      |

## Близлежащие станции
| «             |               | Линия            |               | »             |
| Линия Эносима | Линия Эносима | Линия Эносима    | Линия Эносима | Линия Эносима |
| ------------- | ------------- | ---------------- | ------------- | ------------- |
| Ямато         |               | Express (急行)   |               | Сёнандай      |
| Кодза-Сибуя   |               | Local (各駅停車) |               | Сёнандай      |